# Conogethes pandamalis
Conogethes pandamalis là một loài bướm đêm trong họ Crambidae.